# Jozo Tomasevich
Josip "Jozo" Tomasevich (16 de março de 1908 – 15 de outubro de 1994; servo-croata: Josip Jozo Tomašević, pronuncia-se "tomachevitch") foi um proeminente economista e historiador militar iugoslavo, e, mais tarde, croata-americano. Ele foi professor emérito na Universidade Estadual de São Francisco.

## Educação e carreira
Tomašević nasceu na aldeia de Košarni Do, na península de Pelješac, Dalmácia, Áustria-Hungria (hoje parte do município de Orebić , Croácia). Ele completou sua educação secundária em Sarajevo, antes de se mudar para Suíça, com a finalidade de estudar na Universidade de Basileia, onde se graduou com um Ph. D. em economia, em 1932. Após a formatura, trabalhou como especialista financeiro na Banco Nacional Iugoslavo em Belgrado até 1938, quando ele se mudou para os Estados Unidos com uma bolsa Rockefeller, "valendo-se dos recursos da Universidade de Harvard".
Nos Estados Unidos, ele trabalhou pela primeira vez no  Food Research Institute da Universidade de Stanford, como um membro. Durante a Segunda Guerra Mundial ele era afiliado com o Conselho da Economia de Guerra e o Administração de Alívio e Reabilitação das Nações Unidas em Washington, D.C., Depois da guerra, ele trabalhou pela primeira vez no Banco de Reserva Federal em San Francisco. Em 1948 ingressou na Universidade Estadual de São Francisco e ele ensinou há vinte e cinco anos até que ele aposentou-se em 1973. Ele ensinou por um ano na Universidade de Columbia, em torno do ano de 1954.
Em 1974 e 1976, recebeu bolsas de estudo para a sua "Pesquisa de Pós-doutorado em Estudos da Europa Oriental", do American Council of learned Societies.

## Trabalho
Antes de 1938, as publicações de Tomasevich eram focadas nas finanças do Reino da Iugoslávia durante a Grande Depressão. Nos Estados Unidos, ele primeiro centrou-se nos aspectos econômicos das relações internacionais na bacia do Pacífico. Ele seguiu com um estudo dos "problemas econômicos do campesinato iugoslavo dentro de um quadro social, político e histórico maior" em seu livro de 1955 Peasants, Politics, and Economic Change in Yugoslavia.
No final da década de 1950 começou a trabalhar em uma planejada trilogia da história da Iugoslávia durante a Segunda Guerra Mundial. O primeiro volume, com foco no Chetniks, surgiu em 1975 e foi "basicamente, um estudo em política, ideologia e operações militares, embora o papel do fator econômico não tenha sido negligenciado". O segundo volume concentrou-se na colaboração e a governos colaboracionistas na Iugoslávia, , especialmente o Estado Independente da Croácia, e foi publicada postumamente em 2001, com a edição de sua filha Neda. O terceiro volume, que cobria os partisans iugoslavos, foi 75% concluída e permanece inédito.
Em outubro de 2001, A biblioteca pessoal de Tomasevich foi doada para as bibliotecas universitárias de Stanford.

## Reconhecimento
Em 1989, Tomasevich e Wayne S. Vucinich recebeu as Atribuições Distintas ao Prêmio de Estudos Eslavos da Associação de Estudos Eslavos, da Europa Oriental e da Eurásia.

## Vida pessoal
Em 1937 Tomasevich casou-se com Neda Brelić, uma professora do ensino secundário, com quem teve três filhos. Ela faleceu em 5 de julho de 2002, com a idade de 88 anos.